# مجزرة السعديات
مجزرة السعديات هي مجزرة وقعت في 21 أكتوبر 1976 في منطقة السعديات على الساحل اللبناني جنوب مدينة بيروت. وقامت بها قوات فتح الفلسطينية ردا على حادثة تأبين معروف سعد حيث قامت قوات فتح بأجتياح البلدة وارتكاب مجزرة فيها.

## الخلفية
تعرض حفل تأبين معروف سعد إلى إطلاق نار من قبل مسلحين حزب الكتائب أدى إلى مقتل 26 فلسطيني فوقعت اشتباكات عنيفة بين مسلحي المخيمات الفلسطينية ومسلحي حزب الكتائب اللبناني حيث تعتبر السعديات من أهم معاقل حزب الكتائب على الساحل اللبناني.

## الاحداث
بعد حادثة التأبين قامت وحدات مسلحة من حركة فتح المتواجدة في الجنوب اللبناني بفرض حصار على بلدة السعديات ودار قتال على أطراف البلدة بين قوات فتح و مسلحين الكتائب ومن ثما قامت الوحدات المسلحة الفلسطينية بأجتياح البلدة وقتل العشرات من سكان البلدة وقامت الوحدات المسلحة الفلسطينية بالهجوم على الكنيسة الواقعة في البلدة بالقنابل اليدوية وأعدمت 15 من رهبان الكنيسة, وكما قامت قوات فتح و قوات الصاعقة  بقصف البلدة قصف صاروخي عنيف  مما دفع السكان إلى الهروب من البلدة. وقدر عدد القتلى ب 369 قتيل وتم تدمير معظم البلدة.